# Vilém Zítek
Vilém Zítek, křtěný Vilém Václav (9. září 1890 Praha-Podskalí – 11. srpna 1956 Praha), byl český operní pěvec-basista.

## Život
Vilém Zítek se narodil v Praze v rodině lakýrníka Václava Zítka a jeho ženy Marie rodem Novákové.
Členem Národního divadla v Praze byl v letech 1912–1925 a 1931–1947.
V roce 1946 byl jmenován národním umělcem.
Je pohřbený na Slavíně Vyšehradského hřbitova.